# المنيان
المُنيان أو المُنيَّة هي بلدية تقع في مقاطعة وشقة ، أرَغون في إسبانيا. بلغ عدد سكان البلدية 571 نسمة وفقًا لتعداد عام 2004 (INE).